# El Platanar, Churumuco
El Platanar är en ort i Mexiko.   Den ligger i kommunen Churumuco och delstaten Michoacán de Ocampo, i den södra delen av landet, 260 km väster om huvudstaden Mexico City. El Platanar ligger 683 meter över havet och antalet invånare är 219.
Terrängen runt El Platanar är lite bergig. Runt El Platanar är det glesbefolkat, med 17 invånare per kvadratkilometer. Närmaste större samhälle är Las Pilas, 16,0 km väster om El Platanar. I omgivningarna runt El Platanar växer huvudsakligen savannskog.